# Hannah Siebern
Hannah Siebern (* 1986 in Münster oder Nottuln) ist das Pseudonym der deutschen Schriftstellerin Hannah Epping.

## Leben
Epping studierte nach dem Abitur Erziehungswissenschaften in Münster. Ihre Nubila-Reihe begann sie im Alter von 23 Jahren während ihres Studiums zu schreiben. Der erste Band erschien 2011 als Book on Demand, die folgenden beim Selfpublisher Tredition. 2014 folgte der erste Liebesroman der Barfuß-Reihe.
Epping lebt in Reckenfeld.

## Werke
- Nubila-Reihe. Bd. 1–5. 2011–2013.
- Barfuß-Reihe. Bd. 1–9. 2014–2021.
- Schneezauber-Reihe. Bd. 1–5. 2017–2021.